# Bahrain Club
Der Bahrain Sports Club (arabisch نادي البحرين الرياضي) ist ein bahrainischer Fußballverein aus Muharraq. Aktuell spielt der Verein in der höchsten Liga des Landes, der Bahraini Premier League.

## Geschichte
Der Bahrain Club ist einer der bekanntesten und beliebtesten Vereine im Bahrain. Die Derbys gegen den Muharraq Club gelten den Fans als Höhepunkt des Jahres und haben regelmäßig große Zuschauerzahlen. Der letzte Titelgewinn des Vereins war allerdings 1989. Dies war auch gleichzeitig der letzte große Erfolg des Vereins. Am Ende der Saison 2008 wurde der Club letzter der Liga und stieg nur deshalb nicht ab, da Erste und Zweite Liga zusammengelegt wurden. Ein Jahr später konnte der Abstieg in die Second Division dann nicht mehr verhindert werden.

## Stadion
Seine Heimspiele führt der Verein im Al Muharraq Stadium aus.

## Vereinserfolge

### National
- Bahraini Premier League: 1968, 1978, 1981, 1985, 1989[1]

- Bahraini King’s Cup: 1970, 1971